# Andrew Bergman
Andrew Bergman (* 20. Februar 1945 in New York City) ist ein US-amerikanischer Regisseur, Drehbuchautor und Filmproduzent.

## Leben und Leistungen
Bergman absolvierte im Jahr 1965 das Harpur College. Er war einer der Autoren des Drehbuchs der Komödie Is’ was, Sheriff? von Mel Brooks, wofür er im Jahr 1975 den Writers Guild of America Award erhielt und für den BAFTA Award nominiert wurde. Das Drehbuch der Krimikomödie Fletch – Der Troublemaker mit Chevy Chase brachte ihm 1986 eine Nominierung für den Edgar Allan Poe Award. Die Komödie Honeymoon in Vegas, bei der er als Regisseur und Drehbuchautor tätig war, drehte er mit Nicolas Cage, Sarah Jessica Parker und James Caan. Für das Drehbuch und die Regie des Films Striptease mit Demi Moore erhielt er 1997 zweimal die Goldene Himbeere.
Daneben ist Bergman auch als Schriftsteller hervorgetreten. So veröffentlichte er zwischen 1974 und 2001 drei Kriminalromane um den Privatdetektiv Jack LeVine und 1994 den Roman Sleepless Nights (dt. Kinder der Unschuld). Des Weiteren legte er 1973 auch eine Biografie des Filmschauspielers und Sängers James Cagney vor (dt. James Cagney. Seine Filme, sein Leben).
Bergman ist verheiratet und hat zwei Söhne. Er lebt in New York City.

## Filmografie (Auswahl)
Regie
- 1981: Der ausgeflippte Professor (So Fine)
- 1990: Freshman (The Freshman)
- 1992: … aber nicht mit meiner Braut – Honeymoon in Vegas (Honeymoon in Vegas)
- 1994: 2 Millionen Dollar Trinkgeld (It Could Happen to You)
- 1996: Striptease
- 2000: Ist sie nicht großartig? (Isn’t She Great)

Drehbuchautor
- 1974: Is’ was, Sheriff? (Blazing Saddles)
- 1981: Der ausgeflippte Professor (So Fine)
- 1985: Fletch – Der Troublemaker (Fletch)
- 1990: Freshman (The Freshman)
- 1992: … aber nicht mit meiner Braut – Honeymoon in Vegas (Honeymoon in Vegas)
- 1994: Der Scout (The Scout)
- 1996: Striptease
- 2003: Ein ungleiches Paar (The In-Laws)

Filmproduzent
- 1989: Ein himmlischer Liebhaber (Chances Are)
- 1991: Wolfsblut (White Fang)
- 1993: Undercover Blues – Ein absolut cooles Trio (Undercover Blues)
- 1996: Striptease